# UIDAI
UIDAI (англ. Unique Identification Authority of India — Агентство Индии по уникальной идентификации) — система идентификации граждан и резидентов Индии, а также правительственное агентство, управляющее данной системой. Уникальный персональный номер, присваиваемый системой, называется AADHAAR. Идентификация осуществляется на основе анкетных данных, отпечатков пальцев и фотографий радужной оболочки глаза. Система управляет базой данных по более чем 1 млрд человек, и считается крупнейшей в мире системой био-идентификации.

## История

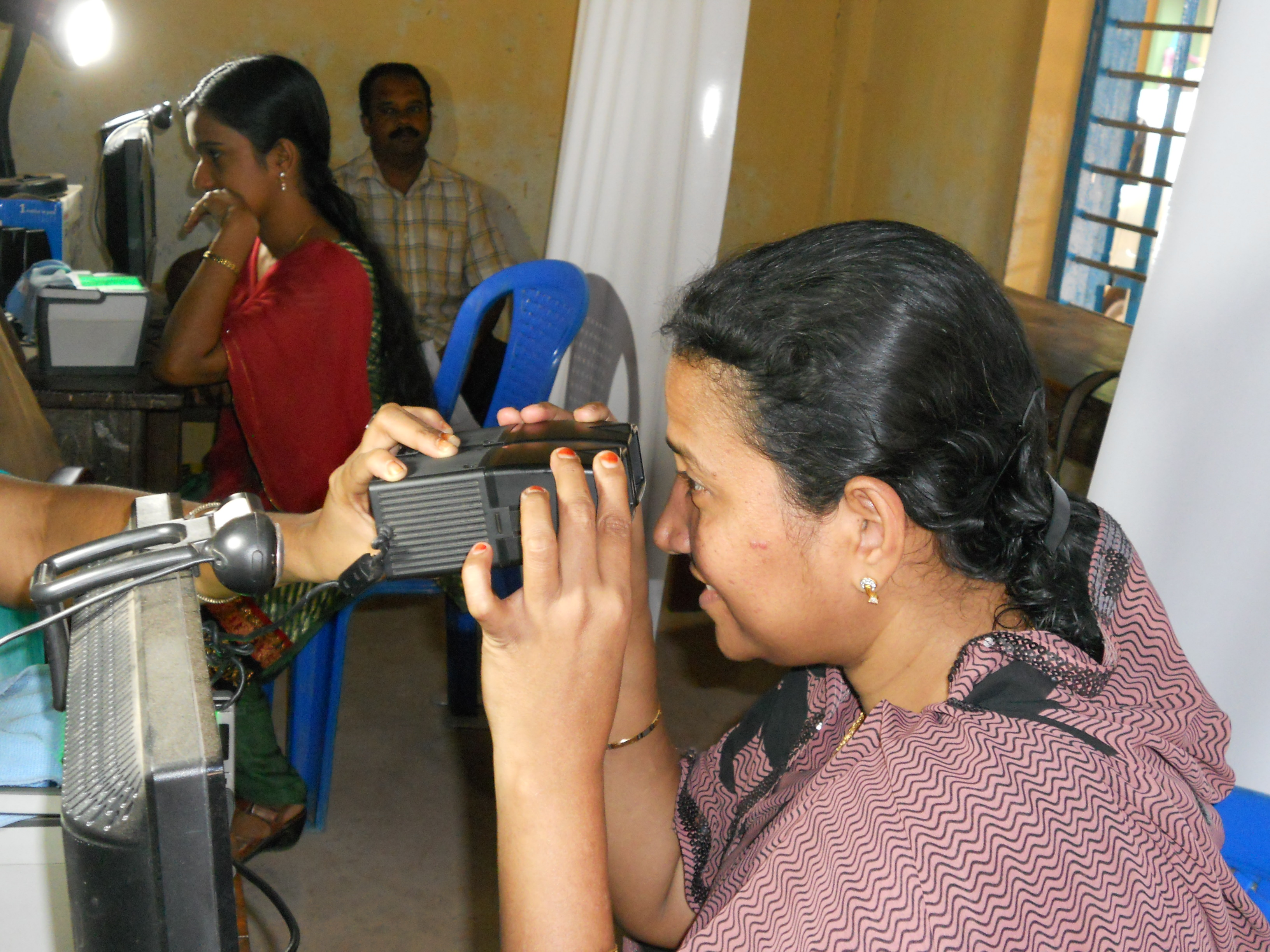
Процедура сканирования глаза при регистрации

Агентство основано 28 января 2009 года.
23 июня 2009 агентство возглавил Нандан Нилекани (англ.), сооснователь Infosys.
26 ноября 2012 премьер-министр Индии Манмохан Сингх утвердил порядок выплат государственных субсидий гражданам напрямую на банковские счета, идентифицированные по Aadhaar.
23 сентября 2013 года Верховный суд издал временное постановление, в котором говорилось, что правительство не может отказать в предоставлении услуг резиденту, который не обладает Aadhaar, поскольку это добровольно и не обязательно.
В решении от сентября 2018 года Верховный суд указал, что карта Aadhaar не является обязательной для открытия банковских счетов, получения номера мобильного телефона или поступления в школу и некоторых других действий.

## Структура кода AADHAAR

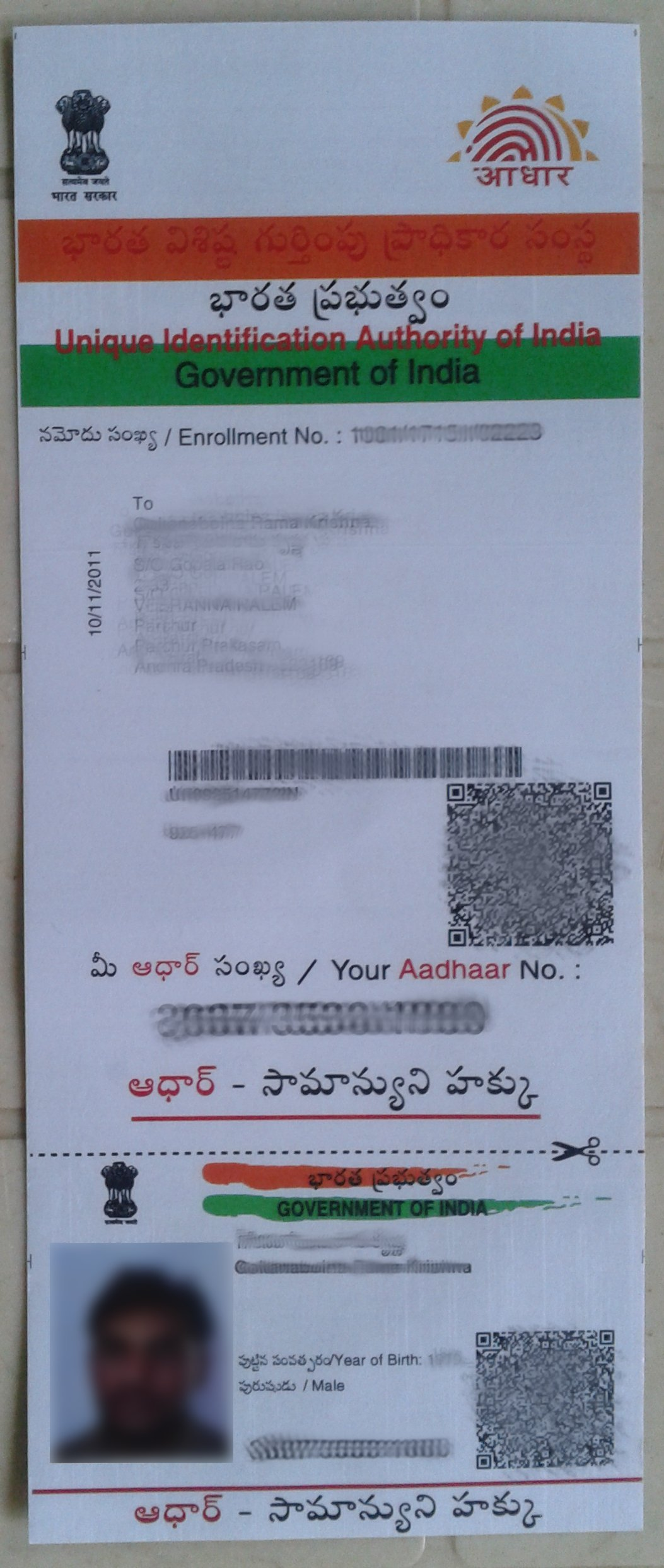
Пример удостоверения AADHAAR (личные данные заретушированы)

Код AADHAAR — уникальный идентификационный номер из 12 цифр. Первые 11 цифр — автоматически сгенерированный уникальный код, последняя 12-я цифра — контрольная сумма.
C 1 марта 2018 года UIDAI планирует внедрить "виртуальные номера" Aadhaar - из 16 цифр.

## Использование
Биометрические системы посещаемости с поддержкой Aadhaar
В июле 2014 года в государственных учреждениях были внедрены биометрические системы посещаемости с поддержкой Aadhaar. Система была введена для проверки опозданий и прогулов государственных служащих. Общественность имела доступ к информации о ежедневных посещениях сотрудников на веб-сайте serveance.gov.in. В октябре 2014 года веб-сайт был закрыт для общественности, но с 24 марта 2016 года он снова активен и открыт для публичного доступа. Сотрудники используют последние четыре цифры (последние восемь цифр для регистрации государственных служащих по состоянию на август 2016 года) своего номера Aadhaar и своих отпечатков пальцев для аутентификации.
Прямая передача средств
Проект Aadhaar был связан с некоторыми государственными схемами субсидий и пособий по безработице. В этих схемах прямого перечисления выгод денежные субсидии напрямую переводятся на банковский счет, связанный с Aadhaar. Однако ранее передача прямых выгод осуществлялась довольно успешно с помощью национальной системы электронных денежных переводов (NEFT), которая не зависела от Aadhaar. Экономия средств правительству в 2014–2015 годах составила 127 миллиардов фунтов стерлингов (1,8 миллиарда долларов США). По словам представителей нефтяных компаний, успех модифицированной схемы позволил компаниям, занимающимся сбытом топлива, сэкономить почти 80 млрд фунтов стерлингов (1,2 млрд долларов США) с ноября 2014 года по июнь 2015 года.
Другие виды использования центральными правительственными учреждениями
В ноябре 2014 года сообщалось, что министерство иностранных дел рассматривает вопрос о том, чтобы сделать Aadhaar обязательным требованием для владельцев паспортов. В феврале 2015 года сообщалось, что люди с номером Aadhaar получат свои паспорта в течение 10 дней, поскольку это ускорило процесс проверки, упростив проверку наличия у заявителя каких-либо криминальных записей в базе данных Национального бюро регистрации преступлений.
4 марта 2015 года был запущен пилотный проект, позволяющий продавать связанные с Aadhaar SIM-карты в некоторых городах. Покупатель может активировать SIM-карту во время покупки, указав свой номер Aadhaar и нажав отпечатки пальцев на машине. Это часть плана "Цифровая Индия". Проект "Цифровая Индия" направлен на предоставление всех государственных услуг гражданам в электронном виде.
В августе 2014 года премьер-министр поручил Комиссии по планированию Индии зарегистрировать всех заключенных в Индии в соответствии с UIDAI.
3 марта 2015 года была запущена Национальная программа очистки и аутентификации избирательных списков (NERPAP) избирательной комиссии. Она призвана связать удостоверение личности с фотографией избирателя (EPIC) с номером Aadhaar зарегистрированного избирателя. Идея заключалась в создании безошибочной системы идентификации избирателей в Индии, особенно путем устранения дублирования.

## Проблемы
В связи с масштабами проекта, политиками была озвучена обеспокоенность размерами средств, которые будут вкладываться в проект. В связи с этим был произведен ряд исследований на тему затрат и выгод. Исследования показали вероятное превышение затрат, что поставило под сомнение осуществление проекта. Кроме того, отсутствие законодательства, описывающего работу с Aadhaar привело к определённым трудностям. Конкретно, проблема возникла с законностью обмена данными с правоохранительными органами. В качестве аргумента против разработчики технологии привели наличие ошибки в аутентификации человека, ошибка составляла 0,057%, что означало сотни тысяч неверных срабатываний при 600 миллионах пользователей. Также возникает проблема безопасности Aadhaar карт, подлинность которых проверяется посредством онлайн проверки почтового индекса и пола держателя, что делает систему уязвимой для мошенников.